# Lederia indica
Lederia indica es una especie de coleóptero de la familia Tetratomidae.

## Distribución geográfica
Habita en India.